# Trnovac Glinski
Trnovac Glinski is een plaats in de gemeente Glina in de Kroatische provincie Sisak-Moslavina. De plaats telt 46 inwoners (2001).